# Aglaoctenus puyen
Aglaoctenus puyen is een spinnensoort in de taxonomische indeling van de wolfspinnen (Lycosidae).
Het dier behoort tot het geslacht Aglaoctenus. De wetenschappelijke naam van de soort werd voor het eerst geldig gepubliceerd in 2011 door Piacentini.